# Jonathan Aaron
Jonathan Aaron (Massachusetts, 1941) è un poeta statunitense.

## Biografia
Nato nel Massachusetts, attualmente vive a Cambridge. Dal 1988 è professore associato alla Emerson College nel dipartimento di Writing, Literature e Publishing. 
Nel 2007 è stato Visiting poet-in-residence al Williams College. 
Si è laureato presso l'University of Chicago e ha ottenuto un dottorato di ricerca (PhD) presso la Yale University. 
Le sue opere sono state pubblicate su The Paris Review, Ploughshares, The New Yorker, The New York Review of Books, The Boston Globe, The London Review of Books, e The Times Literary Supplement.

## Premi
Tra i premi conseguiti nel 1975-1976 ha ricevuto il premio Amy Lowell Poetry Travelling Scholarship.

## Libri di poesia
- Journey to the Lost City (2006)
- Corridor (1992)
- Second Sight: poems (1982)

## Antologia
- Harold Bloom, David Lehman, ed. (1998). Dance Mania. The best of the best American Poetry, 1988-1997. Simon and Schuster.